# Procesoperator
Een procesoperator is een persoon die verantwoordelijk is voor het controleren, bedienen en onderhouden van industriële machines en processen. Dit kan variëren van het produceren van chemicaliën en farmaceutische producten tot het verwerken van voedingsmiddelen en drinkwater.
De taken van een procesoperator omvatten het controleren van de kwaliteit van de input- en outputmaterialen, het aanpassen van de processen om ervoor te zorgen dat ze efficiënt en veilig verlopen, en het oplossen van problemen die zich voordoen tijdens het proces. Er wordt nauw samengewerkt met andere afdelingen, zoals technische ondersteuning en onderhoud, om ervoor te zorgen dat de machines en processen optimaal functioneren.
Procesoperators werken vaak in een ploegendienst rooster en kunnen in een breed scala van industriële omgevingen actief zijn, waaronder chemische fabrieken, raffinaderijen, waterbehandelingsfaciliteiten en voedingsmiddelen- en drankenbedrijven.
Om procesoperator te worden, is een opleiding op mbo-niveau vaak vereist. Afhankelijk van de industrie waarin ze werken, zijn ook aanvullende specifieke opleidingen en certificeringen nodig. Veel bedrijven bieden ook interne opleidingen en doorgroeimogelijkheden voor procesoperators die geïnteresseerd zijn in het verkrijgen van meer verantwoordelijkheden en leidinggevende functies.